# لی چایلد
جیم گرانت (به انگلیسی: Jim Grant) (زاده ۲۹ اکتبر ۱۹۵۴) با نام مستعار لی چایلد (به انگلیسی: Lee Child) نویسنده انگلیسی است که بیشتر به‌خاطر نوشتن مجموعه رمان‌های تریلر جک ریچر شناخته شده است. اولین کتاب او به نام قتلگاه در سال ۱۹۹۷ برنده جایزه آنتونی برای بهترین رمان اول شد.

## زندگی و حرفه
جیم گرانت، با نام مستعار لی چایلد، نویسنده‌ای بریتانیایی است که در سال ۱۹۵۴ در کاوِنتری به دنیا آمد و پس از سال‌ها زندگی در بیرمنگام، به تحصیل در رشته حقوق در شفیلد پرداخت و پس از آن، هجده سال در تلویزیون منچستر کار کرد تا اینکه در ۴۰ سالگی، به علّت تعدیل نیرو از کار اخراج شد. در چنین مقطعی از زندگی، که افراد خود را غرق در بحران می‌یابند، او از فرصتِ به دست آمده استفاده کرد و از آنجا که همیشه به خواندن آثار ادبی علاقه‌مند بود، مقداری مداد و کاغذ خرید و پس از چندی، اولین رمان از مجموعه داستان‌های جک ریچر را با نام قتلگاه منتشر کرد. قتلگاه، علاوه بر دریافت جایزه آنتونی برای بهترین رمان اول، با استقبال کم‌نظیر مخاطبان ادبیات جنایی مواجه شد و بدین ترتیب، قسمت‌های بعدی این مجموعه نیز یکی پس از دیگری به بازار نشر آمد و هر کدام، موفقیتی بیش از پیش برای لی چایلد به ارمغان آوردند. در سال ۲۰۱۲ فیلمی با بازی تام کروز بر اساس کتاب نهم این مجموعه ساخته شد. او پس از توفیق رمان اولش در ایالات متحده، در سال ۱۹۹۸ به این کشور مهاجرت کرد و در سال ۲۰۰۹ به عنوان رئیس انجمن جنایی نویسان آمریکا انتخاب شد. لی چایلد، اکنون با نوشتن نوزده رمان جنایی و دریافت چندین جایزه ادبی در این حوزه، جزو مجبوب‌ترین نویسندگان ژانر جنایی در میان منتقدین و مخاطبان به حساب می‌آید.

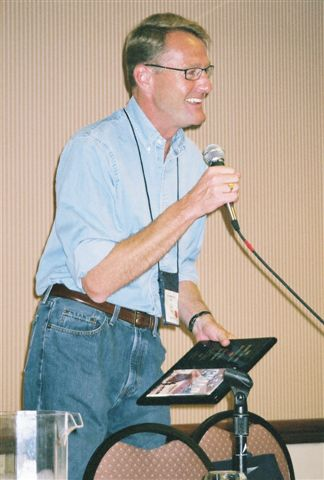
لی چایلد در حال دریافت جایزه بَری در سال ۲۰۰۵

## آثار
لی چایلد تا کنون بیست و دو عنوان از مجموعه جک ریچر را به رشته تحریر درآورده، و شانزده کتاب از این مجموعه به نام‌های قتلگاه، تا پای مرگ، قلاب، آخرین مهمان، اکو در آتش، سوءقصد، وسوسهٔ انتقام، دشمن، یک شلیک، راه سخت، بدشانسی و دردسر، غریبه‌ای در شهر، دوازده نشانه، 61 ساعت، لانه زنبور و رابطه با ترجمه محمد عباس‌آبادی توسط کتاب‌سرای تندیس در ایران به چاپ رسیده است.